# القعقاع بن شبث اليهودي
القعقاع بن شبث اليهودي كان فَارِساً وشَاعِراً يهودياً عربياً جاهلياً مِن قَبيلة بني قينقاع, من الحجاز ولَم يدركُ الإسلام.
يَقُولُ في مَطلَع إحدى قَصَائده: